# Bògòlanfini

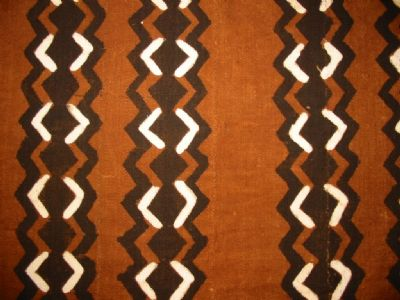
Tecido Bògòlanfini.

Bògòlanfini ou bogolan (em bambara: bɔgɔlanfini; "pano de lama") é um tecido de algodão de origem malês feito à mão e tradicionalmente tingido com lama fermentada. Ocupa um lugar de importância na cultura tradicional do Mali e, mais recentemente, tornou-se um símbolo da identidade cultural maliana. O tecido é exportado para todo o mundo para uso em moda, arte e decoração.

## Origens e etimologia
A técnica de tingimento está associada a vários grupos étnicos do Mali, mas a versão advinda dos Bambaras tornou-se a mais conhecida fora do Mali. Na língua bambara, a palavra bògòlanfini é um composto de bɔgɔ, que significa "terra" ou "lama"; lan, que significa "com" ou "por meio de"; e fini, que significa "pano". Embora geralmente traduzido como "pano de barro", bogolan na verdade se refere a um deslizamento de argila com alto teor de ferro que produz um pigmento preto quando aplicado a tecidos de algodão feitos à mão e tecidos à mão.

## Produção

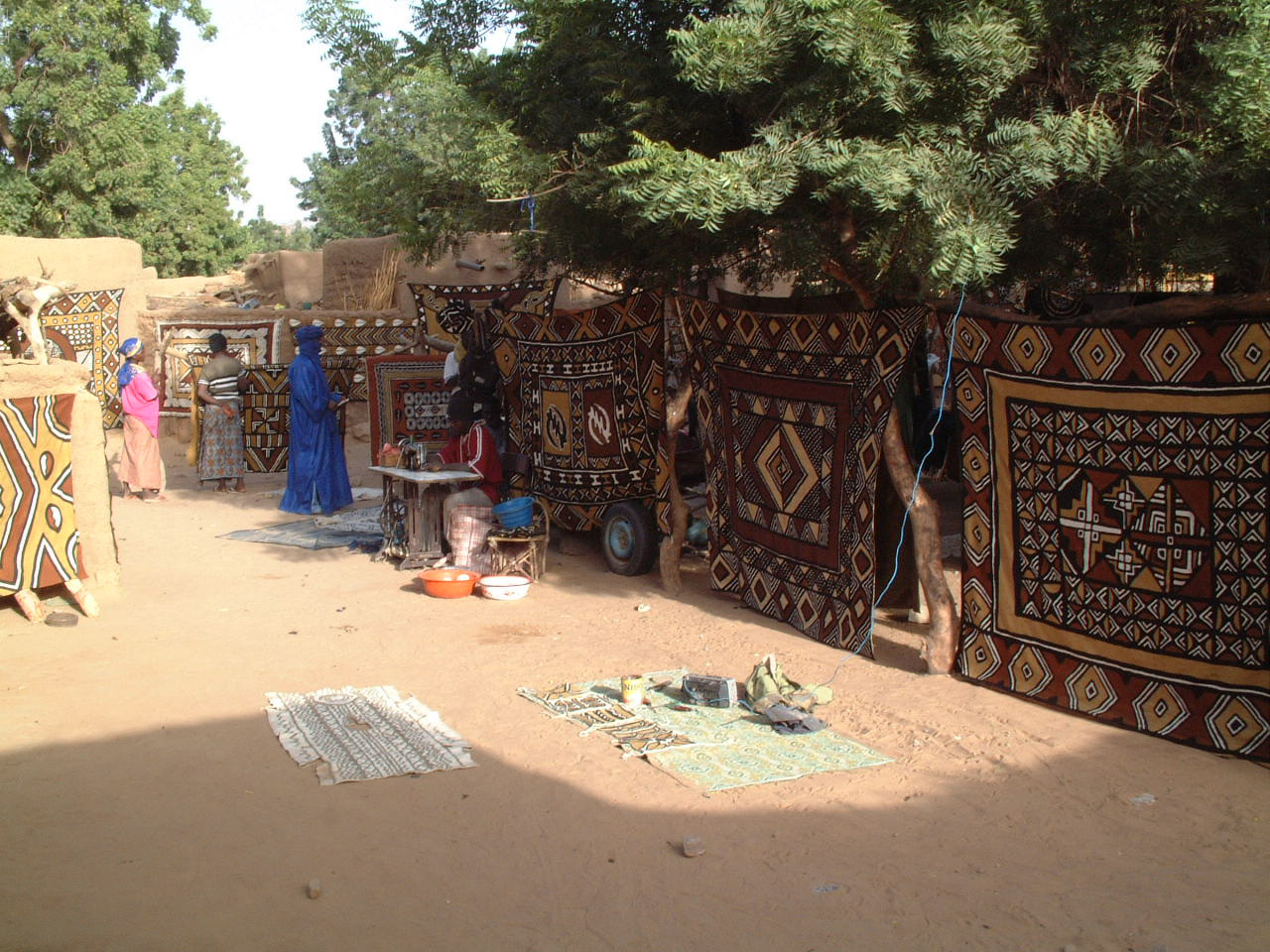
Bògòlanfini no mercado de Enddé.

O centro de produção de tecidos bògòlanfini e a fonte do tecido da mais alta qualidade é a cidade de San, na região de Segu.

### Produção tradicional
Na produção tradicional de bògòlanfini, os homens tecem o tecido e as mulheres o tingem. Em teares estreitos, tiras de tecido de algodão com cerca de 15 centímetros de largura são tecidas e costuradas em panos de cerca de 1 metro de largura e 1,5 metros de comprimento.
O tingimento começa com uma etapa invisível no produto acabado: o tecido é embebido em um banho de tintura feito de folhas de n'gallama que foram trituradas e fervidas, ou embebidas. Agora amarelo, o pano é seco ao sol e depois pintado com desenhos usando um pedaço de metal ou madeira. A tinta, aplicada de forma cuidadosa e repetida para delinear os intrincados motivos, é uma lama especial, recolhida do leito dos rios e fermentada por até um ano em uma jarra de barro. Por causa de uma reação química entre a lama e o pano tingido, a cor marrom permanece depois que a lama é lavada. Finalmente, o n'gallama amarelo corante é removido das partes não pintadas do pano aplicando sabão ou alvejante, tornando o pano acabado branco.
Após um longo uso, a cor marrom muito escura se transforma em uma variedade de tons ricos de marrom, enquanto a parte de baixo não pintada do tecido mantém uma cor avermelhada pálida.

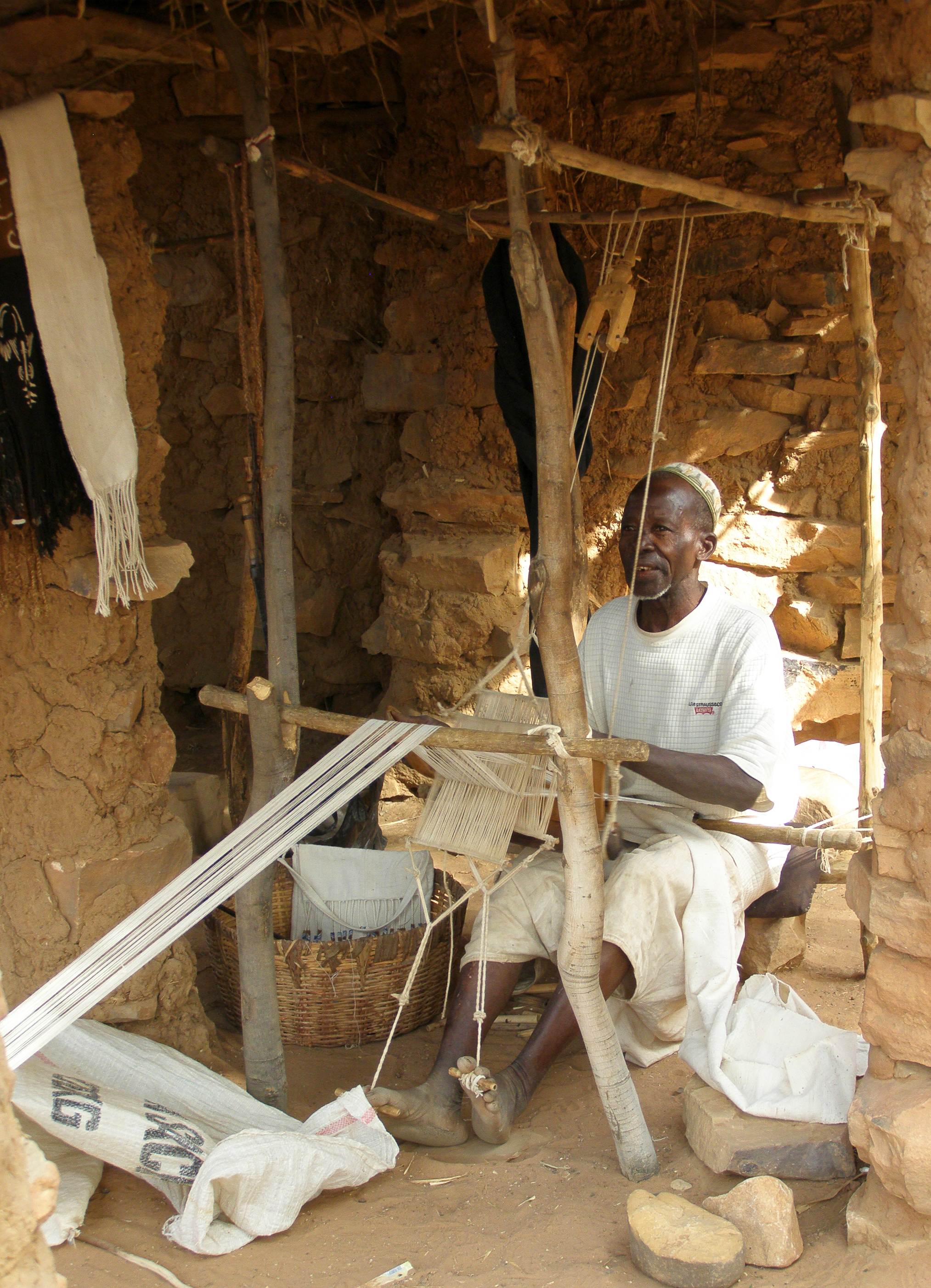
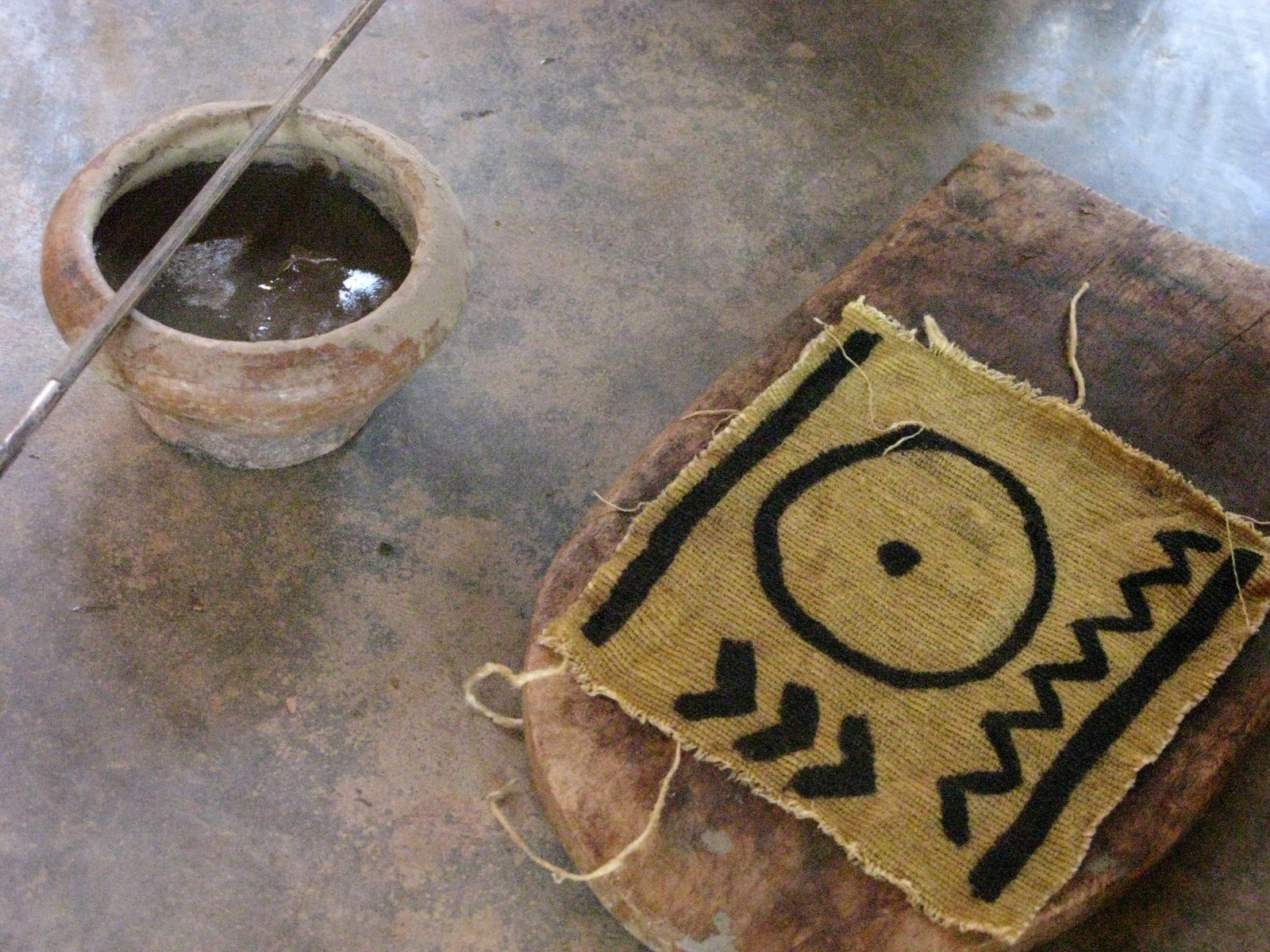
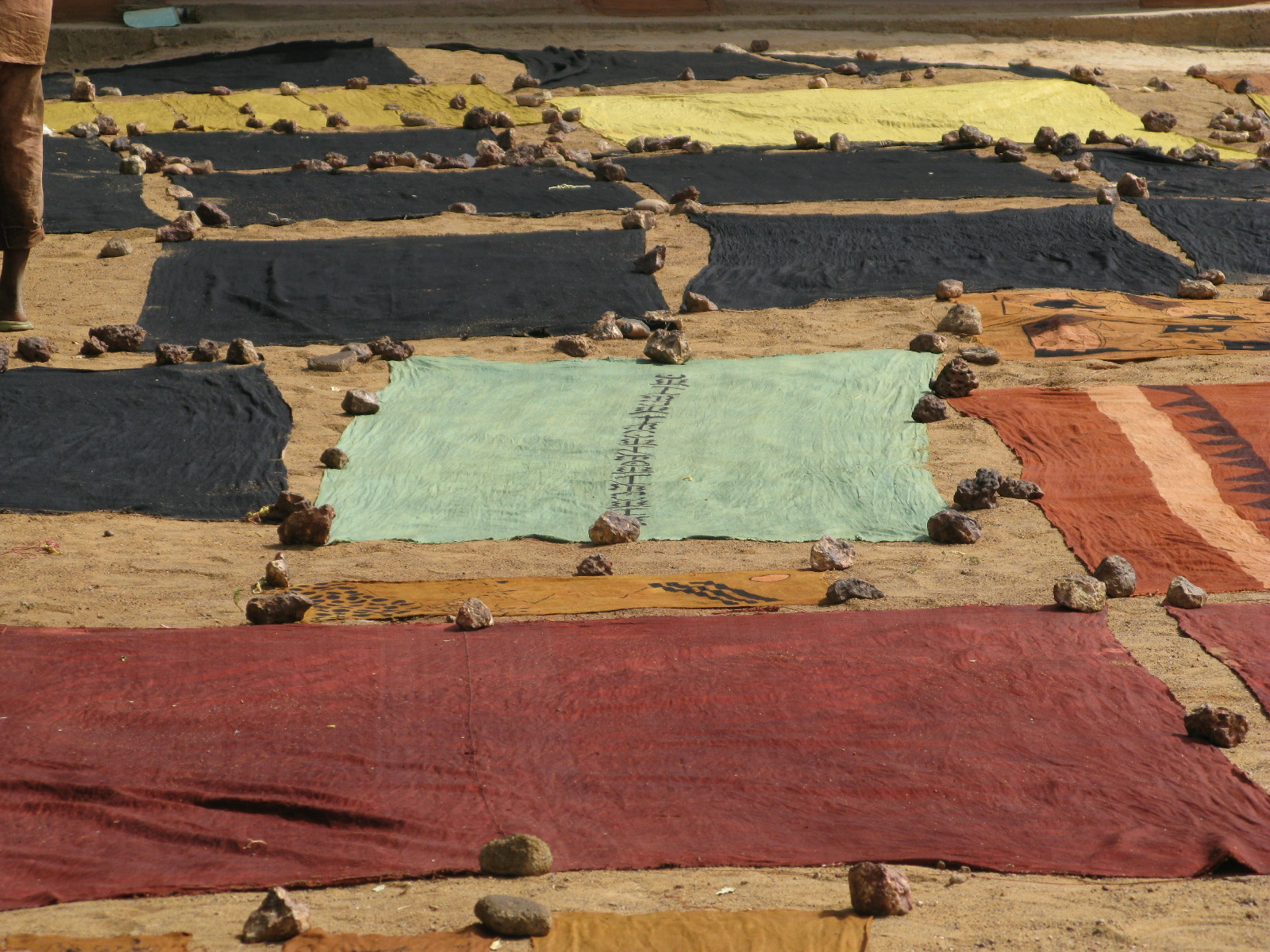
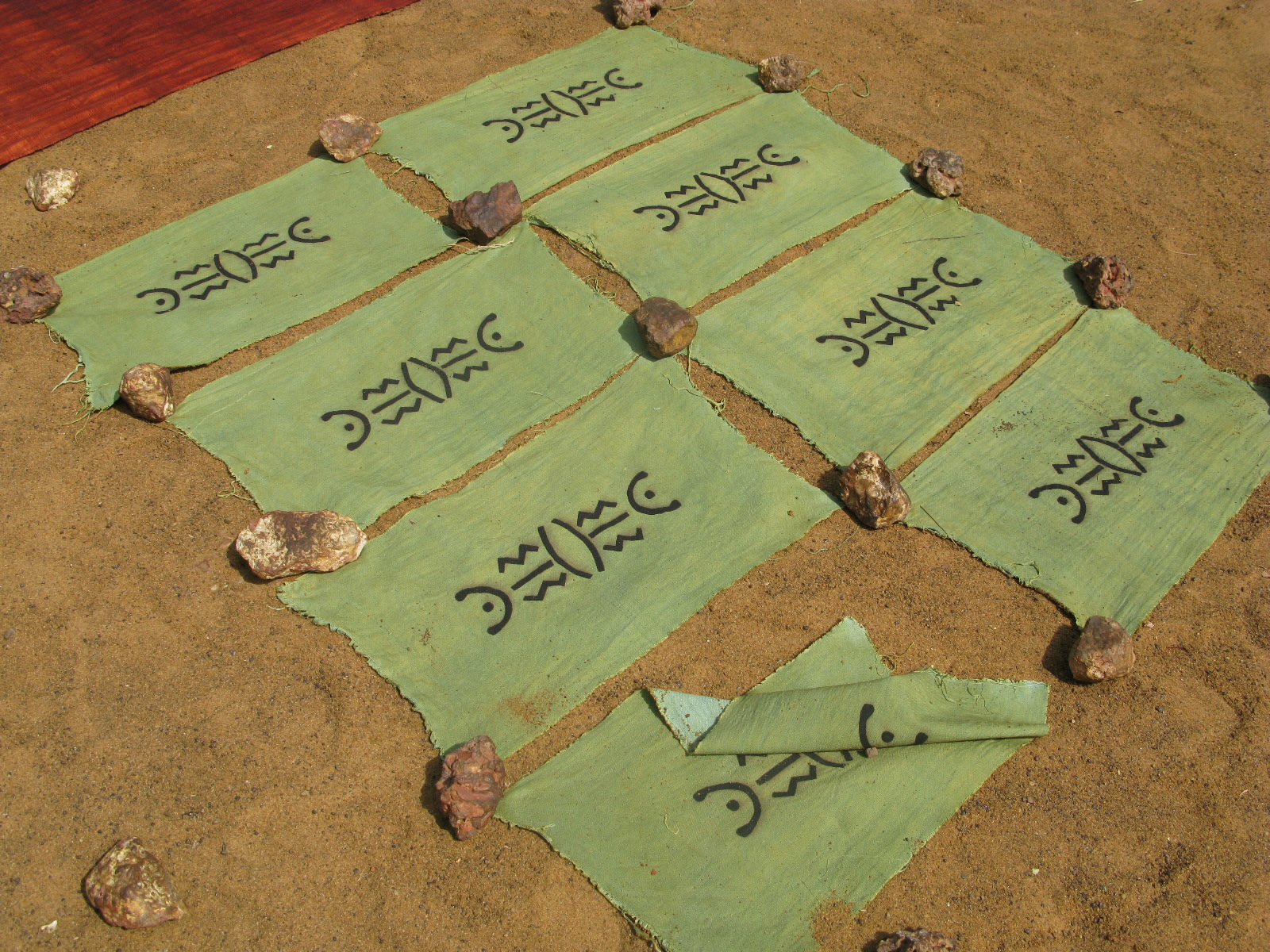

### Variantes e produção moderna
Em torno de Mopti e Djenné, um método mais simples é usado por artistas considerados de habilidade inferior. O pano é tingido de amarelo em solução de wolo , feito a partir das folhas de Terminalia avicennoides, e depois pintado com desenhos pretos. O amarelo é removido, produzindo um desenho preto e branco, ou pintado de um laranja profundo com uma solução da casca de M'Peku (Lannea velutina).
Com base nessas técnicas simplificadas, por volta de 2000, grandes quantidades de bògòlanfini foram produzidas em massa para os mercados de turismo e exportação. Esses tecidos usam desenhos mais simples, muitas vezes aplicados por estêncil, pintados de preto sobre fundo amarelo ou laranja. Com este método, o tecido pode ser produzido cerca de seis a sete vezes mais rápido. As reformas democráticas, após a derrubada de Moussa Traoré em 1991, fizeram com que muitos jovens perdessem seus empregos e bolsas de estudo previamente garantidos no governo. Isso levou muitos a assumir a produção de bògòlanfini. Consequentemente, a maior parte do tecido é agora produzida por homens e não por mulheres, e os tradicionais aprendizados de um ano foram substituídos por sessões de treinamento curtos e informais.

## Significado cultural
Na cultura tradicional do Mali, bògòlanfini é usado por caçadores e serve como camuflagem, proteção ritual e um distintivo de status. As mulheres são envoltas em bògòlanfini após sua iniciação na idade adulta (que inclui a mutilação genital) e imediatamente após o parto, pois acredita-se que o pano tenha o poder de absorver as forças perigosas liberadas em tais circunstâncias.
Os padrões Bògòlanfini são ricos em significado cultural, referindo-se a eventos históricos (como uma famosa batalha entre um guerreiro maliano e os franceses), crocodilos (significativos na mitologia bambara) ou outros objetos, conceitos mitológicos ou provérbios. Desde cerca de 1980, Bògòlanfini tornou-se um símbolo da identidade cultural maliana e está sendo promovido como tal pelo governo maliano.